# Vampire Knight
Vampire Knight (jap. ヴァンパイア騎士, Vampaia Naito) ist eine kommerziell erfolgreiche Manga-Serie der japanischen Zeichnerin Matsuri Hino. Sie richtet sich vorwiegend an jugendliche Mädchen, lässt sich also der Shōjo-Gattung zuordnen.

## Handlung
In der Cross Academy werden sowohl Menschen als auch Vampire unterrichtet. Die Menschen lernen tagsüber und werden als Day Class (dt. Tagesklasse) bezeichnet. Sie wissen jedoch nicht, dass in der Night Class (dt. Nachtklasse), wenn es bereits dunkel ist, die Vampire unterrichtet werden. Die größtenteils weiblichen Schülerinnen sind zudem in die schönen Vampire verliebt, was es Yuki Cross nicht gerade leicht macht, die Vampire davon abzuhalten, das Blut der Mädchen zu trinken. Sie selbst ist auch nur ein Mensch, wurde jedoch im Alter von sechs Jahren von einem Vampir angegriffen und von Kaname Kuran, einem reinblütigen Vampir, gerettet. Als reinblütiger Vampir zählt dieser zum vampirischen Adel und blickt auf Level E – Vampire (Vampire, die früher Menschen waren und die sich nicht mehr unter Kontrolle haben) herab. Er bringt Yuki zum Direktor der Schule, der sie adoptiert.
Vier Jahre später wird auch Zero Kiryu mit aufgenommen. Er ist der Sohn einer Vampirjägerfamilie, deren Mitglieder mit Ausnahme von Zero und seinem Zwillingsbruder Ichiru von der Vampirin Shizuka Hio getötet wurden. Zero selbst ist von den Gedanken besessen, Rache an diesem Vampir zu nehmen. Yuki und Zero sind die „Guardians“ der Schule, die dafür sorgen, dass niemand von der Day Class vom Geheimnis der Night Class erfährt. Die ahnungslosen Mädchen der Day Class schleichen sich nachts hinaus, um die Eliteschüler zu sehen. Weil dies als gefährlich gilt, verhindern die beiden Guardians und Vertrauensschüler der Academy jeden Nahkontakt zwischen den Day Class- und Night Class-Schülern.
Doch obwohl Zero einen starken Groll gegen Vampire hegt, muss er feststellen, dass er sich durch einen Biss von Shizuka langsam ebenfalls in einen Vampir verwandelt. In ihm steigt der Durst nach Blut so weit an, dass Yuki zu seinem ersten Opfer wird. Dies bekommen jedoch nur sie, der Direktor und Kaname mit. Yuki, die eine enge Freundschaft zu Zero aufgebaut hat, entscheidet sich, Zero von ihrem Blut saugen zu lassen, da er die Bluttabletten, welche die anderen Vampire erfunden haben und als Ersatz zu sich nehmen, nicht vertragen kann. Allerdings verwandelt sich Zero nicht in einen Vampir wie Kaname, stattdessen droht ihm, da er ursprünglich einmal ein Mensch war, zu einem Level E – Vampir zu werden.
Um diese Verwandlung zu verhindern, muss er das Blut eines Reinblüters trinken. Doch das birgt einige Probleme. Im Laufe der Handlung entsteht ein großer Konflikt zwischen Zero und Kaname, an dessen Ende Kaname sein Blut anbietet, um Zero damit bestechlich zu machen. Dadurch lebt Zero als Level D – Vampir weiter.
Einer der Verwandten von Kaname, der Vampir Rido, ersteht wieder auf und seine Seele wird in Senri Shikis Körper verpflanzt. Der auferstandene Rido will Kaname töten und Yuki entführen. Es stellt sich heraus, dass Kaname und Yuki Geschwister sind und Yuki größtenteils deshalb geboren wurde, um Kanames Frau zu werden. Kaname war einer der ersten Reinblüter und ruhte in einem Sarg. Da Rido ihn aufgeweckt hatte und somit sein Gebieter wurde, kann Kaname ihn nicht töten und braucht natürlich Zero dazu. Sie wurde zum eigenen Schutz von ihrer Mutter mit aller Kraft in einen Menschen verwandelt, wobei die Mutter starb. Ihr Vater starb im Kampf gegen Rido, der Yukis Mutter liebte und ihr den ersten Sohn – – nahm. Yuki leidet sehr unter ihrem Gedächtnisverlust, den Kaname zu ihrem „Schutz“ herbeiführte, und steht kurz vor dem Tod. Sie kann nur gerettet werden, indem sie wieder in einen Vampir verwandelt wird und so das magische Siegel ihrer Mutter gebrochen wird. Dieser Möglichkeit geht Kaname nach und sie erlangt ihr Gedächtnis zurück. Zero sieht die beiden als Vampire und will sie töten, doch Yuki hält ihn mittels großer Überzeugungskraft auf.
Zero, gestärkt durch das Blut der beiden Reinblüter, wird gefangen genommen und als gefährlich eingestuft. Sein Bruder kommt hinzu und sagt ihm, dass Zero ihn aussaugen solle. Trotz starker Einwände seitens Zeros ist er schließlich doch gezwungen, seinen Bruder zu töten, was ihm so viel Stärke verleiht, dass er Rido töten kann. Im Anschluss stehen sich Zero und Yuki gegenüber. Sie hält die veränderte Artemis, einen Stab zur Verteidigung, in der Hand, er richtet seine Pistole auf sie und sie äußert mit den letzten Worten, dass sie noch nicht sterben wolle. Zero bringt es nicht übers Herz, Yuki zu erschießen, da er sich an die Zeit erinnert, in der Yuki noch ein Mensch und seine beste Freundin war. Im nächsten Kapitel erscheint Kaname, der Zero angreift, weil dieser nun doch den Verrat begangen habe. Kaname verliert bei dem Kampf seine Hand. Bevor Schlimmeres passieren kann, geht Yuki dazwischen und Kaname zieht vom Feld, um den beiden einen Moment des Abschieds zu geben. Zero zieht Yuki in seine Arme und fragt sie, ob sie frei von ihren Sorgen wäre, was sie bejaht. Außerdem sagt sie, dass sie nur Kanames Blut begehrt, woraufhin Zero ihr eröffnet, dass er nur ihres begehrt und sie dazu bringt ihn zu beißen, um zu realisieren, dass sie endgültig ein Vampir ist. Als sie sein Blut getrunken hat, woraufhin er ihr nun endgültig seine Gefühle offenbart sagt er ihr, dass er sie beim nächsten Treffen töten wird und sie meint daraufhin, sie würde ewig vor ihm weglaufen, damit er einen Grund zum Leben hat. Ihre Wege trennen sich an dieser Stelle.
Bald realisiert Yuki unter Tränen, was Zero wirklich für sie empfunden hat und redet sich selber ein, sie sei die Falsche, weil sie ein Vampir ist. Yuki muss sich entscheiden, ob sie bei Zero bleiben will oder mit Kaname mitzieht. Sie entschließt sich schweren Herzens doch für Kaname. Als sie mit Kaname die Cross Academy verlassen will, sieht sie draußen noch einmal Zero, der den toten Ichiru aus dem Verlies trägt. Ihre Blicke treffen sich kurz, doch dann wendet Zero verbittert den Blick ab, doch Yuki sieht ihn noch länger an. Sie lebt dann mit Kaname zusammen.

## Charaktere

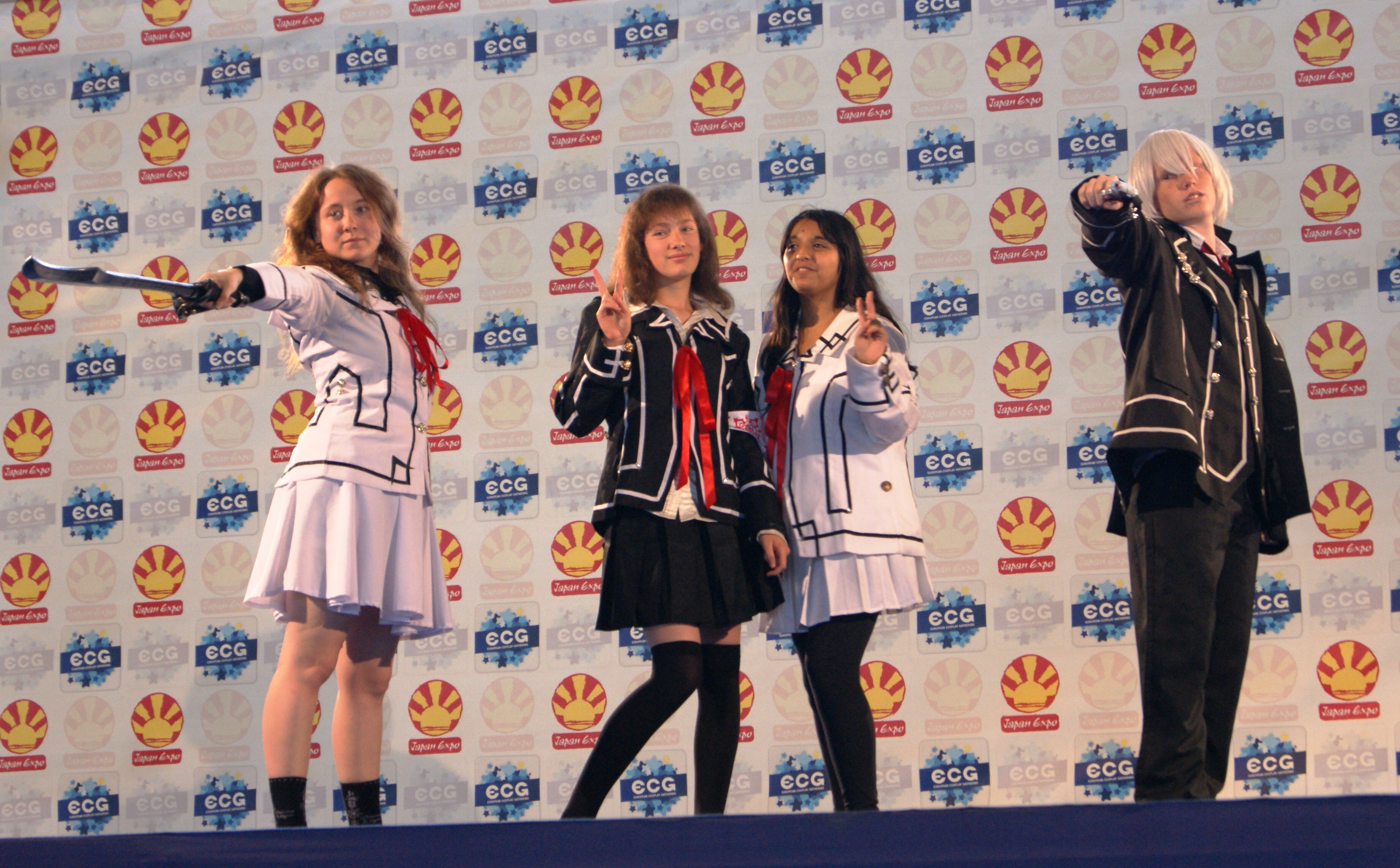
Cosplayer als Figuren aus Vampire Knight

### Day Class
- Yuki Cross (黒主 優姫, Kurosu Yūki): Sie ist die Adoptivtochter des Schuldirektors und wie Zero ein „Guardian“, auch Wächter genannt, der Schule. Als Waffe verwendet sie die Artemis, ein Schwert, den sie zu ihrem eigenen Schutz von ihrem Adoptivvater bekommen hat. Sie hat ein sehr gutes Verhältnis zu Zero und ist in ihn wie in Kaname verliebt, der ihr früher das Leben gerettet hat und in Wahrheit ihr großer Bruder ist. Yuki weiß jedoch nichts davon, denn ihre Mutter hat ihr vor langer Zeit die Erinnerungen genommen und laut ihr ist die Begegnung mit Kaname „Ihr Lebensanfang“. Nachdem Kaname und Yuki zusammen die Cross Academy verlassen haben, merkt sie aber auch, dass Zero einen Platz in ihrem Herzen hat.
- Zero Kiryū (錐生 零, Kiryū Zero): Er ist seit seiner Kindheit und dem Verlust seiner Familie mit Yuki befreundet. Sein Hass auf Vampire erlaubt es ihm, seiner Aufgabe als Guardian gewissenhaft nachzugehen. Als Waffe verwendet er eine Pistole, die Bloody Rose, deren Munition nur für Vampire tödlich ist. Seit er bei der Familie Cross aufgenommen wurde, hat er tiefe Gefühle für Yuki entwickelt, wobei er sich aber als werdender Level E – Vampir nicht gut genug vorkommt und sie immer wieder in Richtung Kaname schubst. Im Laufe der Reihe wird Yuki zu Zeros Feind.
- Sayori Wakaba (若葉 沙頼, Wakaba Sayori): Yukis Zimmergenossin und beste Freundin. Yori erfährt später, dass Yuki ein Vampir ist, aber behält es für sich. Sie ist eine der wenigen Day-Class Schülerinnen, die sich nicht für die Night-Class interessiert, da sie, von Yuki auch Yori-chan genannt, vor der Night-Class ein wenig Angst hat. Sayori ist stets um Yuki besorgt.
- Ichiru Kiryū (錐生 壱縷, Kiryū Ichiru): Zeros jüngerer Zwillingsbruder. Er litt unter einer chronischen Krankheit. Zero und er standen sich in der Kindheit sehr nahe, doch als Ichiru mitbekam, dass seine Eltern Zero bevorzugen, fing er an, ihn zu verachten und seine Eltern wurden ihm langsam gleichgültig. Er verriet seine und Zeros Eltern an Shizuka. Im Gegensatz zu Zero ist Ichiru kein Vampir geworden, da Shizuka ihn nicht gebissen hat, sondern ihn sogar ihr Blut trinken ließ, um seine chronische Krankheit zu heilen. Später wollte er Zero sogar umbringen.

### Night Class
- Kaname Kuran (玖蘭 枢, Kuran Kaname): Er ist der Hausvorstand der Night Class und ein reinblütiger Vampir. Um Yuki vor Shizuka zu beschützen, tötete er Shizuka, was nach dem Kodex allerdings verboten ist und gab Zero die Schuld an dem Mord. In der Zeit, als Zero Yukis Blut getrunken hat, war er zugleich eifersüchtig und wütend, denn Yuki war seine Schwester und er war in sie verliebt. Jedoch konnte er sich zügeln, da er immer nur an das Wohl seiner geliebten Yuki dachte. Kaname ist eine sehr verschlossene Person geworden, seit seine und Yukis Eltern von Rido ermordet wurden. Nur in Yukis Nähe verliert er diese Verschlossenheit. Allerdings ist er nicht der richtige Sohn von Haruka und Juri Kuran, der Bruder von Haruka und Juri entführte den leiblichen Sohn als Baby und brachte ihn Kaname „den Urahn des Kuran-Clans“ als Opfer, wodurch dieser wiedererweckt wurde.
- Takuma Ichijō (一条 拓麻, Ichijō Takuma): Der vize-Hausvorstand der Night Class. Er ist ein „Edelblut“-Vampir, dessen Kräfte fast genauso stark sind wie Kanames, dem er sehr nahe ist und den er auch respektiert. Er wurde von seinem Großvater damit beauftragt, Senri Shiki (dessen Körper von seinem Vater Rido Kuran eingenommen wurde) zur Cross Academy zurückzubringen. Takuma hatte nicht vor, ihn zur Cross Academy zu bringen, da Rido Kuran Kanames und Yukis Onkel und der Mörder von Kanames Vater ist. Er stoppt einen Streit zwischen Kaname und ihm, damit Senris Körper nicht von Kaname verletzt wird. Auch rettet er in letzter Sekunde Rima Toyas Leben, bevor sie von Rido Kuran umgebracht werden kann, als sie Rido befiehlt, Senris Körper zu verlassen. Am Ende des Animes ist nicht klar, ob Takuma überlebt hat. Im Manga hingegen erfährt man schließlich, dass er bei der Reinblüterin Sara Shirabuki blieb.
- Senri Shiki (支葵 千里, Shiki Senri): Einer der jüngsten der Night Class. Rima und er sind Models. Auch jagt er Level E-Vampire, die außer Kontrolle geraten. Seine Waffe ist eine Peitsche, die aus seinem Blut besteht. Sein Vater ist Rido Kuran, Kanames Onkel, was bedeutet, dass er Kanames und Yukis Cousin ist. Senris Körper wurde von seinem Vater (eigentlich von seiner Seele) eingenommen, obwohl er tot ist. Obwohl es im Anime nicht besonders klar ist, wird im Manga gesagt, dass er und Rima ein Paar sind. Zu Ichijō hat er ein gutes Verhältnis.
- Rima Toya (遠矢 莉磨, Tōya Rima): Sie arbeitet genauso wie Senri Shiki als Model. Sie verwendet oft Elektrizität.
- Hanabusa Aido (藍堂 英, Aidō Hanabusa): Ist, wie alle der Nightclass, Mädchenschwarm und liebt und genießt seine Beliebtheit in vollen Zügen. Außerdem ist er sehr leicht zu überreden. Viele nennen ihn Idol (jap. für Star, Wortanfang ist identisch in der Aussprache mit seinem Vornamen). Seine Waffe ist das Eis. Außerdem scheint er sich trotz seiner Überheblichkeit doch Sorgen über die Gesamtsituation zu machen und forscht selber nach, obwohl Akatsuki versuchte ihn aufzuhalten. Er liebt den Geruch von Yukis Blut. Als Yuki zum Vampir wird und wegen ihres Status als Reinblüter eine Sonderbehandlung bekommt, kann sich Aido damit zuerst nicht anfreunden. Doch später beginnt er Yuki zu verstehen und hilft ihr, indem er z. B. die Tür „aus Versehen“ auflässt. Er hat blaue Augen und blondes zerzaustes Haar.
- Akatsuki Kain (架院 暁, Kain Akatsuki): Ist der Cousin von Aido und versucht, sich im Hintergrund zu halten, obgleich seine Familie sehr berühmt ist. Er nimmt seine Aufgabe als Schüler in der Night Class sehr ernst und versteht nicht, weshalb Kaname so an Yúki hängt, und sie sogar seine Geliebte nennt. Durch seine etwas wüst aussehende Frisur nennen ihn seine Verehrerinnen auch Wild-sama. Sein Element ist das Feuer. Er muss ständig auf Aido aufpassen, damit er keinen Unsinn anstellt. Akatsuki ist in Ruka verliebt sie erwidert jedoch seine Liebe nicht, da sie selbst in Kaname verliebt ist.
- Ruka/Luca Souen: Ist in Kaname verliebt, doch er erwidert ihre Liebe nicht. Sie ist manchmal ein wenig temperamentvoll, zeigt aber öfters eine freundlich weiche Seite, vor allem gegenüber Kaname. Ihre Gabe ist es, andere durch Halluzinationen zu manipulieren. Auch wenn sie Yuki nicht besonders leiden kann, beschützt sie sie, da sie auf das Acht geben will, was Kaname wichtig ist. Sie ist außerdem gut befreundet mit Akatsuki der in sie verliebt ist.
- Maria Kurenai: Ist eine entfernte Verwandte von Shizuka Hio und besucht die Cross Akademie, nachdem Shizuka ihren Körper übernommen hat. Marias Charakter ist schwer einzuschätzen. Sie wirkt kindisch und ist in Gesellschaft anderer recht lebhaft, manchmal ist sie jedoch eher schweigsam und ernst. Maria litt schon immer unter ihrem kränklichen, schwachen Körper und erhoffte sich Hilfe von ihrer Verwandten Shizuka Hio die eine Reinblüterin ist. Shizuka willigte unter der Bedingung, dass Maria ihr ihren Körper leiht, ein sie zu heilen. Als Kaname Shizuka jedoch tötet, muss Maria ihren schwächlichen Körper behalten und damit leben. Ihre Gabe ist das Fliegen.

### Andere Charaktere
- Kaien Cross (Kurosu Kaien): Er ist der Rektor der Schule und hat einen witzigen und zugleich ernsten Charakter. Yuki wurde von ihm mit 6 Jahren adoptiert und 4 Jahre danach wurde Zero adoptiert. Kaien will dafür sorgen, dass Vampire und Menschen in Harmonie zusammen leben können, allerdings war er früher mal ein sehr erfolgreicher Vampirjäger und wird als der „Legendäre Vampirjäger“ bezeichnet.
- Shizuka Hiō (緋桜 閑, Hiō Shizuka): Ihr Geliebter, ein Vampir, der zuvor ein Mensch war, wurde von der Kiryu Vampirjägerfamilie getötet, weshalb sie die ganze Familie außer Zero und Ichiru ausgelöscht hatte. Zero wollte sie töten, doch starb sie, als Kaname Yuki vor ihr beschützte. Sie hatte Zero gebissen und da sie ein Reinblüter ist, wurde Zero ebenfalls zum Vampir.
- Rido Kuran (玖蘭 李土, Kuran Rido): Senris Vater und Kanames und Yukis Onkel. Er ist eigentlich tot, kann aber die Kontrolle von anderen Körpern übernehmen. Seine Augen haben unterschiedliche Augenfarben, woran er in den Körpern anderer Personen zu erkennen ist. Er ist zudem der Mörder von Kanames und Yukis Vater. Menschen sind ihm egal, er benutzt sie nur als Mahlzeit. Doch stärkte ihn das Blut Kanames und Yukis Mutter. Nun hatte er vor auch Yukis Blut zu trinken.
- Toga Yagari * Er ist die Nummer eins unter den Vampirjägern. Er war früher Zeros und Ichirus Meister. Sein rechtes Auge wurde von einem Level-E Vampir zerstört. Er ist Ethiklehrer an der Cross-Academy.
- Sara Shirabuki * Eine Reinblüterin wie Kaname. Taucht im Anime nicht auf, aber im Manga.
- Juri Kuran * Mutter von Yuki und Kaname. Sie ist eine reinblütige Kuran und Schwester von Haruka (mit ihm ist sie verheiratet) und Rido Kuran. Sie starb durch den Kunstgriff welchen sie anwendete, um Yuki für eine bestimmte Zeit zu einem normalen Menschen ohne Erinnerung an ihr früheres Leben zu machen.
- Haruka Kuran * Vater von Yuki und Kaname. Er ist ebenfalls ein reinblütiger Kuran und Bruder von Juri (verheiratet) und Rido Kuran. Er wurde von Rido umgebracht, als dieser versuchte an Yuki’s Blut heranzukommen.

## Entstehung und Veröffentlichungen

### Manga
Vampire Knight erscheint in Japan seit Ausgabe 1/2005 von Ende November 2004 in Einzelkapiteln im Manga-Magazin LaLa, in dem unter anderem auch Masami Tsudas Kare Kano und Reiko Shimizus Prinzessin Kaguya veröffentlicht wurde. Das Magazin wird vom Hakusensha-Verlag monatlich herausgebracht, eine Ausgabe erreichte 2006 Verkaufszahlen von ungefähr 170.000. Das letzte Kapitel erschien in Ausgabe 7/2013 am 24. Mai 2013. Am 8. November 2013 soll in einer Sonderausgabe des Magazins, LaLa Fantasy, ein Sonderkapitel zur Serie erscheinen. Hakusensha veröffentlicht diese Einzelkapitel auch in Sammelbänden (Tankōbon), wovon 19 Stück erschienen sind.
- Vampire Knight Vol.1 (10. Juli 2005, ISBN 978-4-592-18301-3)[3]
- Vampire Knight Vol.2 (2. Dezember 2005, ISBN 978-4-592-18302-0)[4]
- Vampire Knight Vol.3 (5. April 2006, ISBN 978-4-592-18303-7)[5]
- Vampire Knight Vol.4 (5. Oktober 2006, ISBN 978-4-592-18304-4)[6]
- Vampire Knight Vol.5 (5. April 2007, ISBN 978-4-592-18305-1)[7]
- Vampire Knight Vol.6 (5. Oktober 2007, ISBN 978-4-592-18306-8)[8]
- Vampire Knight Vol.7 (5. April 2008, ISBN 978-4-592-18307-5)[9]
- Vampire Knight Vol.8 (10. Oktober 2008, ISBN 978-4-592-18308-2)[10]
- Vampire Knight Vol.9 (5. November 2008, ISBN 978-4-592-18309-9)[11]
- Vampire Knight Vol.10 (5. Juni 2009, ISBN 978-4-592-18310-5)[12]
- Vampire Knight Vol.11 (4. Dezember 2009, ISBN 978-4-592-19131-5)[13]
- Vampire Knight Vol.12 (5. Juli 2010, ISBN 978-4-592-19132-2)[14]
- Vampire Knight Vol.13 (3. Dezember 2010, ISBN 978-4-592-19133-9)[15]
- Vampire Knight Vol.14 (3. Juni 2011, ISBN 978-4-592-19134-6)
- Vampire Knight Vol.15 (5. Dezember 2011, ISBN 978-4-592-19135-3)
- Vampire Knight Vol.16 (2. Mai 2012, ISBN 978-4-592-19136-0)[16]
- Vampire Knight Vol.17 (5. Dezember 2012, ISBN 978-4-592-19137-7)[17]
- Vampire Knight Vol.18 (2. Mai 2013, ISBN 978-4-592-19138-4)[18]

Die Serie erscheint auch in den USA, Australien, Italien und Frankreich. Seit Oktober 2006 ist Vampire Knight im deutschen Manga-Magazin Daisuki zu lesen. Carlsen Comics veröffentlicht die Serie von März 2007 bis Januar 2015 auch vollständig in Sammelbänden.
Seit Juni 2016 erscheint im LalaDx eine Fortsetzung unter dem Titel Vampire Knight: Memories, die auch in bisher zehn Sammelbänden veröffentlicht wurde (Stand: Dezember 2024). Das Ende der Serie ist für den 5. August 2025 geplant. Seit Juni 2017 veröffentlicht Carlsen die Reihe auf Deutsch in bisher neun Bänden veröffentlicht (Stand: August 2024).

### Light Novel
2008 erschienen mit Vampire Knight: Ice Blue no Tsumi (ヴァンパイア騎士 憂氷の罪) und Vampire Knight: Noir no Wana (ヴァンパイア騎士 凝黒の罠) zwei Light Novels bei Hakusenshas Label Lala Novels. Geschrieben wurden diese von Ayuna Fujisaki (藤咲 あゆな). Seit November 2009 erscheinen die Bände auf Deutsch bei Carlsen Comics.

### Fan Book
In Japan erschien 2008 das offizielle Fan Book „Vampire Knight official Fan Book X“.
In Deutschland erschien es Oktober 2010.

### Hörspiel
Zu Vampire Knight erschienen im Zusammenhang mit der Mangaveröffentlichung in der Lala im September 2005 ein Hörspiel mit dem Titel LaLa Kirameki, das als Beigabe zu dem Magazin veröffentlicht wurde. Das zweite Hörspiel Vampire Knight Midnight CD-Pack wurde hingegen auf Bestellung angeboten.

### Videospiel
Am 29. Januar 2009 erschien das Videospiel Vampire Knight DS von D3 Publisher für Nintendo DS in einer normalen und einer limitierten Fassung. Letztere enthielt zusätzlich noch eine Audio-CD. Als Genre wird vom Hersteller „Bloody Love SLG“ angegeben, was einer Ren’ai-Simulation, hier an weibliche Spieler gerichtet (otome game), entspricht. Das Spiel ist bisher nur in Japan erschienen.

### Anime

#### Vampire Knight
Die 13 Folgen umfassende Anime-Fernsehserie wurde von Studio Deen produziert. Die erste Staffel umfasst dabei 13 Folgen und wurde als Vampire Knight (ヴァンパイア騎士) vom 7. April 2008 bis zum 30. Juni 2008 im japanischen Fernsehen gezeigt. Kiyoko Sayama, der bereits an der Produktion von Death Note und Chobits beteiligt war, war auch bei dieser Serie als Regisseur verantwortlich.
In Deutschland, Österreich und der Schweiz wurde die Serie 2009 von Anime Virtual in 2 DVD-Boxen mit je 2 DVDs veröffentlicht. Am 28. Januar 2011 erfolgte unter dem umbenannten Label Kazé eine Wiederöffentlichung der Serie als Mega-Box-Set inklusive der 2. Staffel „Vampire Knight Guilty“ und dem Soundtrack.
Im Vorspann war der Titel Futatsu no Kodō to Akai Tsumi (ふたつの鼓動と赤い罪) von ON/OFF zu hören. Der Abspann wurde mit dem Titel Still Doll von Kanon Wakeshima unterlegt. Beide Titel wurden in einer etwa eineinhalb-minütigen Kurzfassung verwendet.

#### Vampire Knight Guilty
Vom 6. Oktober bis zum 29. Dezember 2008 wurde eine Fortsetzung mit dem Titel Vampire Knight Guilty (ヴァンパイア騎士 Guilty) jeden Montag in Japan ausgestrahlt, welche die Handlung der ersten Staffel fortführt und ebenfalls 13 Folgen umfasst. Die Animation übernahm erneut das Studio Deen.
Wie bereits die 1. Staffel wurde die Serie 2009 von Anime Virtual in 2 DVD-Boxen mit je 2 DVDs in Deutschland, Österreich und der Schweiz veröffentlicht. Am 28. Januar 2011 erfolgte unter dem umbenannten Label Kazé die Wiederöffentlichung der Serie als Mega-Box-Set inklusive der 1. Staffel „Vampire Knight“ und dem Soundtrack.

#### Synchronisation
Die Sprecher der Charaktere sind größtenteils dieselben wie in dem bereits veröffentlichten Hörspiel. Die deutsche Fassung wurde von TV+Synchron Berlin hergestellt.
| Rolle         | Japanischer Sprecher (Seiyū) | Deutscher Sprecher |
| ------------- | ---------------------------- | ------------------ |
| Yūki Cross    | Yui Horie                    | Tanja Schmitz      |
| Zero Kiryū    | Mamoru Miyano                | Jan-David Rönfeldt |
| Kaname Kuran  | Daisuke Kishio               | Rainer Fritzsche   |
| Senri Shiki   | Sōichirō Hoshi               | Michael Baral      |
| Takuma Ichijō | Susumu Chiba                 | Konrad Bösherz     |
| Hanabusa Aido | Jun Fukuyama                 | Dirk Petrick       |
| Akatsuki Kain | Jun’ichi Suwabe              | Christoph Banken   |
| Rima Toya     | Eri Kitamura                 | Rubina Kuraoka     |
| Ruka Souen    | Junko Minagawa               | Aline Staskowiak   |
| Kaien Cross   | Hozumi Gōda                  | Fritz Rott         |
| Seiren        | Risa Mizuno                  | Julia Kaufmann     |
| Sayori Wakaba | Kana Ueda                    | Julia Stoepel      |
| Maria Kurenai | Mai Nakahara                 | Silvia Mißbach     |
| Ichiru Kiryū  | Mamoru Miyano                | Fabian Hollwitz    |
| Toga Yagari   | Yasumoto Hiroki              | Matti Klemm        |
| Rido Kuran    | Tarusuke Shingaki            | Tobias Nath        |
| Yuri Kuran    | Mariko Kōda                  | Melanie Hinze      |
| Haruka Kuran  | Hirofumi Nojima              | Dirk Stollberg     |

#### Episoden
| Nummer | Originaltitel                        | Deutscher Titel              |
| ------ | ------------------------------------ | ---------------------------- |
| 01     | Vampire no Knight (ヴァンパイアの夜) | Nacht der Vampire            |
| 02     | Chi no Memory (血の記憶)             | Blutige Erinnerungen         |
| 03     | Zange no Fang (懺悔の牙)             | Reißzähne der Reue           |
| 04     | Danzai no Trigger (断罪の銃爪)       | Auslöser des Urteils         |
| 05     | Gekka no Sabado (月下の饗宴)         | Festmahl im Mondschein       |
| 06     | Karera no Crime (彼等の選択)         | Ihre Entscheidung            |
| 07     | Hiiro no Labyrinth (緋色の迷宮)      | Scharlach-farbiges Labyrinth |
| 08     | Nageki no Blast (嘆きの銃声)         | Gewehrschuss der Klage       |
| 09     | Kurenai no Eyes (紅の視線)           | Purpurrote Augen             |
| 10     | Yami no Prisoner (闇の姫)            | Prinzessin der Dunkelheit    |
| 11     | Nozomi no Deal (望みの代償)          | Der Preis des Wunsches       |
| 12     | Junketsu no Pride (純血の誓い)       | Stolz der Reinblüter         |
| 13     | Shinku no Ring (深紅の鎖)            | Dunkle, blutrote Ketten      |

| Nummer | Originaltitel                          | Deutscher Titel                   |
| ------ | -------------------------------------- | --------------------------------- |
| 01     | Shukumei no Guilty (宿命の罪人達)      | Die Sündiger des Schicksals       |
| 02     | Eien no Paradox (永遠の約束)           | Das ewige Versprechen             |
| 03     | Ruridama no Mirage (瑠璃玉の肖像)      | Porträt aus Lapislazuli           |
| 04     | Akuma no Libido (悪魔の胎動)           | Eines Dämons im Mutterleib        |
| 05     | Jūzoku no Trap (従属の罠)              | Falle der Folgsamkeit             |
| 06     | Itsuwari no Lovers (偽りの恋人)        | Falsche Geliebte                  |
| 07     | Ibara no Kiss (茨の口づけ)             | Dorniger Kuss                     |
| 08     | Tsuioku no Spiral (追憶の螺旋)         | Spirale der Erinnerung            |
| 09     | Fukkatsu no Emperor (復活の狂王)       | Der auferstandene verrückte König |
| 10     | Tatakai no Prelude (戦いの序曲)        | Ouvertüre zum Kampf               |
| 11     | Futari no Soul (二人の命)              | Zwei Leben                        |
| 12     | Sekai no Period (世界の果て)           | Das Ende der Welt                 |
| 13     | Vampire no Knight (ヴァンパイアの騎士) | Vampir-Ritter                     |